# Ninja Gaiden III: The Ancient Ship of Doom
Ninja Gaiden III: The Ancient Ship of Doom (talvolta indicato come Shadow Warriors III: The Ancient Ship of Doom in Europa), è un picchiaduro a scorrimento del 1991, prodotto e distribuito dalla Tecmo in Nord America e in Giappone, dove è stato pubblicato con il titolo Ninja Ryūkenden III: Yomi no hakobune (忍者龍剣伝III 黄泉の方舟?). In Europa il videogioco è stato distribuito solo nel 1993 per l'Atari Lynx.